# Simon Raby
Simon Raby est un directeur de la photographie, réalisateur et scénariste britannique né le 21 janvier 1961 à Akrotiri (Chypre).

## Filmographie

### comme directeur de la photographie
- 1990 : Miles Turns 21 (TV)
- 1994 : Hinekaro Goes on a Picnic and Blows Up Another Obelisk
- 1994 : A Game with No Rules
- 1994 : Sure to Rise
- 1995 : Twilight of the Gods
- 1997 : A Moment Passing
- 1997 : Ugly (The Ugly)
- 1998 : Heaven
- 1999 : Nightmare Man
- 1999 : Jumbo
- 2000 : The Waiting Room
- 2001 : Route sans issue (When Strangers Appear)
- 2003 : The Freezer
- 2003 : Haunting Douglas
- 2005 : Interrogation (série TV)
- 2005 : 50 Ways of Saying Fabulous
- 2018 : Mortal Engines de Christian Rivers

### comme Réalisateur
- 1995 : Headlong
- 2002 : Love Bites (série TV)
- 2005 : Interrogation (série TV)

### comme scénariste
- 1995 : Headlong